# Kazár Lajos
Dr. Kazár Lajos (Balozsameggyes, 1924 – Meggyeskovácsi, 1998) nyelvész, orientalista, műfordító.

## Élete
Miután kitüntetéssel letette az érettségit a szombathelyi Királyi Állami Faludi Ferenc Gimnáziumban, Kassán folytatta tanulmányait. 1945 elején a háború miatt Németországba sodródott, s tanulmányait csak 1947-48-ban tudta folytatni. 1949 őszén feleségével együtt Ausztráliába emigrált, ahol 1963-ig gyárakban és saját farmján dolgozott. 1966-ban négy éves orientalisztikai tanulmányokat fejezett be a canberrai The Australian National University egyetemen kínai és japán nyelv, ázsiai civilizáció, valamint általános nyelvészet szakokon. 1970 és 1974 között az Indiana University Uralic and Altaic Studies részlegében tanult. 1974-től 1977-ig Ausztriában és az Egyesült Államokban dolgozott és kutatott, többek közt dr. Szathmáry Lajos chicago-i könyvtárában. Ezután 1982 őszéig a Deutsche Forschungsgemeinschaft [német kutatási alapítvány, angolul „German Research Foundation)”] ösztöndíjával folytatta tanulmányait Hamburgban, az Universität Hamburg japán tanszékén, ahol eredményei nagyobb részét publikálta.
Disszertációját az Indiana egyetem Bloomington-i részlegén írta japán-uráli nyelvhasonlítás témában („Uralic-Japanese linguistic relations: A preliminary investigation. Ph. D. dissertation, Indiana University, Bloomington, Ind., 1974” [Uráli-japán nyelvi kapcsolatok: előkészítő vizsgálódás] ). 1982-ben visszatért Canberrába, majd a következő évtől kezdve egészen 1993-ig a The Australian National University Research School of Pacific Studies – Linguistic részlegében óraadó tanár és kutató. 1993 júniusában tért vissza Magyarországra, s Pécsen megalapította (a mai PTE könyvtárában) a Japán Kutató Központot ('Japanese Research Centre'), mely anyagi támogatás híján Kazár halála után megszűnt. Hazaköltözése után főként szótárkészítéssel, japán nyelvtankönyvek fordításával foglalkozott. Szorgalmazta a magyarországi japanológia fellendítését, valamint japán tanszék felállítását. 
Hazatérése után egy ideig Piliscsabán élt feleségével. Mikor megbetegedett, hazautazott szülőfalujába, ahol haláláig húga ápolta.
1998. május 31-én hunyt el, rövid betegség után.

## Munkássága
Nyelvészeti munkásságának szakmai megítélése vitatott. Fő kutatási területe a japán nyelv eredete és hovatartozása volt, de jelentősek fordításai is. Tanulmányait, eredményeit számos folyóiratban és könyvben publikálta. Tanulmányai napvilágot láttak többek között olyan neves folyóiratok és szaklapok hasábjain, mint a Tokióban megjelenő Uralica, a londoni Bulletin of the European Association for Japanese Studies, az Ural-Altaische Jahrbücher, vagy a hongkong-i Asian Profile. Hazatérése után számos hazai folyóiratban és antológiában jelentek meg írásai. Kutatásaihoz több ösztöndíjat is elnyert. Elméletét több tudományos szimpóziumon ismertette külföldön és Magyarországon egyaránt, így például a Kiotóban rendezett 1980-as International Sypmosium on the Genetic Relationships of the Japanese Language szimpóziumon (Kiotó, Sangyo University), 1997-ben pedig a Magyar Nyelvtudományi Társaság által rendezett vitán fejtette ki álláspontját.
Nevéhez fűződik a legelső japán krónika, a Kodzsiki magyarra fordítása, mely a hatodik idegen nyelvre ültetése volt a japán mondagyűjteménynek az addig elkészített kínai, angol, olasz, francia és német fordítások után.
Kutatásainak másik kiemelt témája Erdély története volt, amely irányban szintén jelentős munkásságot fejtett ki. E témájú munkái jó részét Erdély ismertetésének, valamint a dák-római folytonossági elmélet kritikájának szentelte. Utóbbival szembeni érveit a Tények a fikció ellen: Erdély – oláh/román őshaza Kr. e. 70 óta? c. művében foglalta össze, amelyben többek között külföldi lexikonokban szereplő, Erdéllyel kapcsolatos tévedésekre hívta fel a figyelmet.

### Japán-uráli nyelvhasonlítási kísérlete
Munkássága legnagyobb részét a japán nyelv lehetséges uráli rokonságának vizsgálata képezte. Feltevése szerint a japán nyelv az uráli nyelvcsalád nyelveivel mutat rokon vonásokat. Elméletét Japanese-Uralic language comparison: locating Japanese origins with the help of Samoyed, Finnish, Hungarian, etc.: An Attempt (Japán-uráli nyelvhasonlítás; a japán eredetének meghatározása a szamojéd, finn, magyar, stb. segítségével: kísérlet) címet viselő művében fejti ki. Ebben mintegy hatszáz japán szónak végzi el az uráli szavakkal való összevetését, amelyhez alapul veszi többek közt a finn, szamojéd, és a magyar nyelv szavait. Összesen 594 etimológiai javaslatot és 30 morfológiai párhuzamot mutat be.
1997-ben megjelentette Japanese-Uralic language comparison… c. munkájának lényegesen lerövidített, japán-angol-német-magyar nyelvű összefoglaló jellegű kivonatát, mely – a kötet bevezetőjében foglaltak szerint – egyszerűsített néprajzi-nyelvészeti (etnolingvisztikai) válogatást kínál néhány kiegészítéssel együtt azon próba-eredményekből, amelyeket fent említett munkájában tett közzé.
A feltevéssel foglalkozó tanulmányaiban röviden ismereti a japánt az uráli (vagy ural-altaji) nyelvekkel rokonító elképzelés jelentősebb múltbéli külföldi és magyar képviselőit. Utal többek között Szentkatolnai Bálint Gábor orientalista, nyelvész és Pröhle Vilmos jeles turkológus, orientalista ez irányú kutatásaira, így munkássága előzményének elsősorban az ő műveiket tekinthetjük, noha módszere szempontjából utóbbit követte. Kazár, bár Pröhle munkájától függetlenül kezdte kutatásait, a későbbiekben nagyban épített arra.  Szenga Toru Magyarországon tanító japán történész, egyetemi tanár a Magyar Nyelv hasábjain röviden összeveti Kazár munkáját Pröhle és Bálint Gábor munkásságával.
Kazár a hipotézisét megerősítő eredményként tekint és tanulmányaiban többször hivatkozik Macumoto Hideo japán genetikus 1980-as években végzett kutatásaira, mely szerint a japán nép ősei, vagy annak egy jelentős része a Bajkál-tó környékéről érkezhetett a mai Japán-szigetekre, és a burját-mongolokkal mutatna közelebbi genetikai rokonságot.
A japánt az uráli nyelvekkel párhuzamba állító elképzeléseket, valamint a kérdéssel foglalkozó tudományos munkákat 1998-ban egy ismertető keretében röviden összefoglalta.  Ebben röviden kitér az elméletével szembeni főbb ellenérvekre, szót ejt a japán nyelvemlékekről, és szorgalmazza a további „japán-uráli” irányú kutatásokat.
Több tanulmányában is szorgalmazza az altaji és az urali nyelvek szakértőinek együttműködését a japán nyelv hovatartozásának kutatásával kapcsolatban.

#### Szakmai megítélése
Japán-uráli nyelvhasonlító munkáihoz a magyar nyelvészek többsége szkeptikusan viszonyul. A legtöbb kritikában felmerülő ellenérv szerint Kazár Lajos a japánt az altaji hipotézisből kiszakítva állította rokoni viszonyba az uráli nyelvcsaláddal, így módszertani szempontból megkérdőjelezhetők a szófejtések. E kérdést Roy Andrew Miller amerikai nyelvész, altajista behatóbban tárgyalta az American Association of Teachers of Japanese hasábjain közzétett nagyobb lélegzetvételű, Kazár munkáját érintő kritikai elemzésében. Kazár az említett folyóirat 1984-85-ös számában írta meg ellenvetéseit. Miller helytelennek tartja többek között Kazár nyelvhasonlítási módszerének alapvetéseit, így például azt, amelyben leszögezi, hogy a japán és az uráli nyelvek hasonlíthatók az altaji nyelvek bevonása nélkül is. Kazár ezt úgy indokolja, hogy míg az uráli egy bizonyíthatóan létező nyelvcsalád, melynek léte tudományosan megalapozott, addig az altaji csoportba sorolt nyelvek közös eredete nem tekinthető bizonyítottnak. Miller ezzel szemben amellett foglal állást, hogy „bizonyított” nyelvcsalád nem létezik, csupán hipotetikus.
Hegedűs József nyelvész Hiedelem és valóság: Külföldi és hazai nézetek a magyar nyelv rokonságáról c. művében tömören ismerteti Kazár munkáját, majd példákat hoz fel szóhasonlításai közül.
Futaky István göttingeni nyelvész a saját maga szerkesztette Finnisch‐Ugrische Mitteilungen című folyóiratban bírálta Kazár hipotézisét. Ellenvetései közt szerepel többek között, hogy „Kazár az uráli-finnugor alapnyelvre rekonstruálható két szótagos töveket egyszó-tagosakra egyszerűsíti."  Kazár az erre vonatkozó álláspontját röviden így fejti ki: „Az az állítás érvényesül [az uráli nyelvtudományban], amely szerint az uráli alapnyelv szavai – nagyon kevés kivétellel – magánhangzóval végződő két-szótagúak voltak. […] Ezen tétellel világosan tagadólag áll szemben nagyon sok hasonló, egy-szótagú szó megléte az uráli nyelvekben.”  Példaként a magyar ’fa’, szamojéd ’pa’ (=fa) szavakat említi.
Szófejtéseivel szembeni további ellenérvként említik, „hogy nem mondja meg, hogy a japán szavak jelentései közül (olykor 3-6-9 jelentést is közöl) melyiket tekinti eredeti (kiinduló) jelentésnek. Például: jap. am.e, am.a-, ójap. am.a 'ég, eső, istenség' ~ finn jumala 'isten' stb. [*juma]; jap. at.a.e.ru, ójap. at.ap.u 'ad, közel helyez' ~ m. ad, finn. anta- [*amta-]; stb.”
Grétsy László nyelvész vélekedése szerint Kazár Lajos „nyelvünk a japánnal való valamilyen összetartozását kutatta, s szótár formájában igazolta is, hogy a két nyelv milyen sok hasonlóságot mutat.”
Egy, a kérdéssel több bejegyzésben is foglalkozó blog értesülése szerint japán részről Koizumi Tamocu uralista nyelvész a Dzsomongo no hakken (Tokió, 1998) című munkájában kétkedésének ad hangot Kazár elméletével szemben, noha kategorikusan nem utasítja el azt.
Az elméletét ért kritikákat nagyjából a következőképp lehet összefoglalni: az altaji nyelvek mellőzéséből fakadó esetleges módszertani hibák, az ójapán és az uráli nyelvek időiségének problematikája, valamint némely esetekben az alapjelentés tisztázatlansága.
Munkásságának mindezidáig nem született mélyreható, részletes kiértékelése.

### Fordításai
Jelentős teljesítménye a Kodzsiki, az ősi japán krónika, hitregegyűjtemény magyarra fordítása. E fordítást először 1982-ben sikerült megjelentetnie Sydney-ben az ottani „Magyar Történelmi Társulat” (Hungarian Historical Society) gondozásában. Bár a második kiadás az elsővel azonos kiadási adatokat visel, az előszóból kiderül hogy ez már minden valószínűség szerint Budapesten jelent meg. (A 3. oldalon lévő „Előszó a magyarországi kiadáshoz” 1993 budapesti keltezéssel zárul.) 
A kötet bevezetőjének tanúsága szerint a fordításhoz felhasznált „alapvető anyag a Kinoshita-féle ójapán szöveg teljes, új és japán szótagírással kiegészített kínai jeles kiadása” volt.  Felhasználta továbbá az ugyancsak Kinosita Ivao professzor által készített német fordítást, ezenfelül Basil Hall Chamberlain, Donald L. Philippi angol, valamint Karl Florenz német fordításait, főként azok magyarázatait és elméleti részeit. 
A könyv elején részletesen ismerteti a Kodzsiki keletkezését, jellegzetességeit, valamint a magyarra fordítás körülményeit és hátterét.
Lefordította és kiegészítette Wolfgang Hadamitzky japán írásrendszerről írt népszerű kézikönyvét, mely itthon is több kiadást ért meg (Wolfgang Hadamitzky-Kazár Lajos: Kanji és kana: a japán írásrendszer kézikönyve és szótára), és magyarra ültette át a J. G. Caiger és R.H.P. Maison, a  The Australian National University egyetem tanárai által írt, Japán történetét.

## Emlékezete
Kazár Lajos munkássága jelenleg a hazai nyelvészet és japanológia terén kevéssé ismertnek számít, a japán nyelv eredetével kapcsolatos feltevésére főként amerikai és német nyelvű fórumokon reagáltak. Magyarországon megjelent művei tekintélyes részének kiadását saját magának kellett vállalnia. Fordításainak, ill. fordítástöredékeinek egy jelentős része kéziratban maradt, köztük a Japanese for Everyone című, angol anyanyelvűek számára készült sikeres japán nyelvkönyv magyar fordítása, vagy a hasonlóan neves munka, a Dzsidaibecu kokugo daijiten (時代別国語大辞典) szótársorozat, amely a régi japán nyelv korszakokra bontott értelmező szótára. Japán-uráli nyelvhasonlításáról írt angol nyelvű munkájának fordításába is belekezdett, azonban betegsége megakadályozta ennek befejezésében. Életművéről hosszabban szülőfaluja honlapján emlékeznek meg. Sírja szülőfalujában, a balozsai temetőben található.

## Főbb művei, fordításai
- Japanese-Uralic language comparison: locating Japanese origins with the help of Samoyed, Finnish, Hungarian, etc.: An Attempt (Japán-uráli nyelvhasonlítás; a japán eredetének meghatározása a szamojéd, finn, magyar, stb. segítségével: kísérlet) Hamburg, 1980 Tsurusaki Books (a szerző magánkiadása)
- Ko-dzsi-ki – ’Régi történetek feljegyzései’ (alcím: Japán őstörténet) (fordítás, Magyar Történelmi Társulat, Sydney, 1982)
- Transylvania in pictures [Erdély képekben] (Transylvanian Associaton of Canberra, 1990)
- Facts Againts Fiction: Transylvania (Forum of History, 1993, Sydney)
- Wolfgang Hadamitzky: Kanji és kana: A japán írásrendszer kézikönyve és szótára (fordító és társszerző, Scholastica kiadó, 1995)
- Tények a fikció ellen: Erdély – oláh/román őshaza Kr. e. 70 óta? (Sydney, Forum of History, 1996)
- 日本語とハンガリー語は親類関係にあるか？[Nihongo to hangarígo va sinrui kankei ni aruka?] (párhuzamos alcímek: Are Japanese and Hungarian related? Sind Japanisch und Ungarisch verwandt? A japán és a magyar nyelv rokonok? Tsurusaki Books – Daruszeg könyvek, Pécs, 1997)
- R. H. P. Maison – J. G. Caiger: Japán története (fordítás, Püski kiadó, 2004)